# Żarki-Letnisko (przystanek kolejowy)
Żarki-Letnisko – przystanek kolejowy w Żarkach-Letnisku, w województwie śląskim, w Polsce.

## Ruch pasażerski[1]
| Rok  | Wymiana pasażerska na dobę | Miejsce w Polsce |
| ---- | -------------------------- | ---------------- |
| 2017 | 300-499                    | bd.              |
| 2018 | 500-699                    | bd.              |
| 2019 | 500-699                    | 485.             |
| 2020 | 300-499                    | 423.             |
| 2021 | 300-499                    | 467.             |
| 2022 | 500-699                    | 485.             |
| 2023 | 500-699                    | 514.             |
| 2024 | 500-699                    | 533.             |

## Połączenia
- Częstochowa
- Katowice
- Gliwice
- Myszków
- Zawiercie